# Аменебург
Аменебург (нім. Amöneburg) — місто в Німеччині, знаходиться в землі Гессен. Підпорядковується адміністративному округу Гіссен. Входить до складу району Марбург-Біденкопф.
Площа — 43,95 км2. Населення становить 4980 ос. (станом на 31 грудня 2020).